# Мусатов, Николай Алексеевич (Герой Советского Союза)
Никола́й Алексе́евич Муса́тов (19 ноября 1911, Тульская область — 17 октября 1965, Ленинград) — советский лётчик минно-торпедной авиации и военачальник, участник Великой Отечественной войны, Герой Советского Союза (15.05.1946). Генерал-майор авиации (27.01.1951).

## Биография
Родился 6 (19) ноября 1911 года в селе Каменка ныне Узловского района Тульской области в крестьянской семье. Русский.
В 1927 году, окончив семилетнюю школу, работал чернорабочим, затем приобрёл специальность электрика. В 1928 году вступил в комсомол. До 1929 года работал на кирпичном заводе станции «Купавка». В 1929 году семья Мусатовых переехала в город Воскресенск Московской области, где Мусатов работал на строительстве Воскресенского химического комбината, на котором позже трудился электриком. Окончил 2 курса Московского строительно-индустриального техникума. Работал электромонтёром. Член ВКП(б) с 1932 года.
В РККФ с июня 1933 года. По путевке комсомола был направлен в Военную школу морских лётчиков и лётчиков-наблюдателей ВВС РККА имени И. В. Сталина (г. Ейск), которую окончил в 1935 году. С декабря 1935 года служил в ВВС Балтийского флота: младший лётчик и (с ноября 1936) инструктор-лётчик по технике пилотирования и теории полёта в 19-й дальней разведывательной авиационной эскадрилье, с апреля 1938 — помощник командира 15-й отдельной авиационной эскадрильи. В её составе участвовал в советско-финляндской войне 1939—1940 годов. За боевые отличия на этой войне награждён своей первой наградой — орденом Красной Звезды. В ноябре 1940 года стал командиром эскадрильи в 15-м авиационном полку ВВС Балтийского флота.
В боях Великой Отечественной войны с июня 1941 года. В сентябре 1941 года переведён в ВВС Черноморского флота в состав 119-го морского разведывательного авиационного полка. Всю войну прошёл в составе этого полка. был командиром эскадрильи, с сентября 1942 — заместителем командира полка, с марта 1943 — помощником командира полка по лётной подготовке и воздушному бою, а в июле 1943 года назначен командиром полка. Когда приказом Народного Комиссара ВМФ от 22 января 1944 года № 28 полк стал гвардейским за боевые отличия и был преобразован в 13-й гвардейский морской разведывательный авиационный полк, то Н. А. Мусатов продолжил командовать полком уже под гвардейским знаменем. Участвовал в обороне Севастополя, в битве за Кавказ, в Керченско-Эльтигенской, Одесской, Крымской, Ясско-Кишиневской наступательных операциях. Завершил боевой путь освобождением Болгарии.
Командир 13-го гвардейского морского разведывательного авиационного полка (2-я гвардейская минно-торпедная авиационная дивизия ВВС ВМФ, ВВС Черноморского флота) гвардии подполковник Николай Мусатов к маю 1945 года совершил лично 247 успешных боевых вылетов, из них: 89 — на дальнюю воздушную разведку кораблей противника, 98 — на бомбовые удары по военным и промышленным объектам врага, 60 — на бомбовые удары по переднему краю вражеской обороны. Участвовал в потоплении 2 транспортов при эвакуации немецко-румынских войск из Севастополя в мае 1944 года.
Полк под его командованием выполнил свыше 8 000 боевых вылетов. На боевом счету морских лётчиков-черноморцев полка под командованием Н. А. Мусатова уничтоженные 10 морских транспортов, подводная лодка, 33 самолёта, десятки сторожевых и торпедных катеров, 44 склада, артиллерийские и зенитные батареи врага. Полк получил почётное наименование «Констанцский».
Указом Президиума Верховного Совета СССР от 15 мая 1946 года за умелое командование авиационным полком, образцовое выполнение боевых заданий командования на фронте борьбы с немецко-фашистскими захватчиками и проявленные при этом мужество и героизм гвардии подполковнику Мусатову Николаю Алексеевичу присвоено звание Героя Советского Союза с вручением ордена Ленина и медали «Золотая Звезда» (№ 8253).
После войны Н. В. Мусатов продолжал службу в морской авиации. До ноября 1945 года командовал тем же полком, затем год учился на Академических курсах офицерского состава ВВС и ПВО при Военно-морской академии имени К. Е. Ворошилова. По их окончании в октябре 1946 года переведён на Тихоокеанский флот и назначен помощником командира 3-го авиационного корпуса по лётной подготовке и воздушному бою. С апреля 1947 года был помощником командующего ВВС 7-го ВМФ по лётной подготовке и воздушному бою, с декабря 1947 — командиром 16-й смешанной авиационной дивизии на этом флоте. В октябре 1949 года его направили на учёбу.
В 1951 году он окончил Высшую военную академию имени К. Е. Ворошилова. С декабря 1951 года — начальник лётной станции авиации ВМС, с сентября 1952 — начальник 94-го Военно-морского авиационного училища лётчиков первоначального обучения в Куйбышеве, с октября 1953 — начальник 93-го Военно-морского авиационного училища в посёлке Лебяжье Ленинградской области, с ноября 1959 года — начальник 77-го специального морского полигона ВВС на Каспийском море.
С июля 1961 года генерал-майор авиации Мусатов Н. А. — в отставке по болезни. Жил в Ленинграде.
Умер 17 октября 1965 года. Похоронен в Санкт-Петербурге на Серафимовском кладбище (уч. 22).

## Награды
- Герой Советского Союза (15.05.1946);
- орден Ленина (15.05.1946);
- три ордена Красного Знамени (16.09.1941, 9.08.1942, 13.06.1952);
- орден Ушакова II степени (13.05.1944, № 17)[6]
- орден Нахимова II степени (25.07.1945);
- орден Отечественной войны I степени (22.05.1943);
- два ордена Красной Звезды (21.04.1940, 24.06.1948);
- медаль «За боевые заслуги» (3.11.1944);
- медаль «За оборону Кавказа»;
- медаль «За оборону Севастополя»;
- другие медали СССР.

## Память

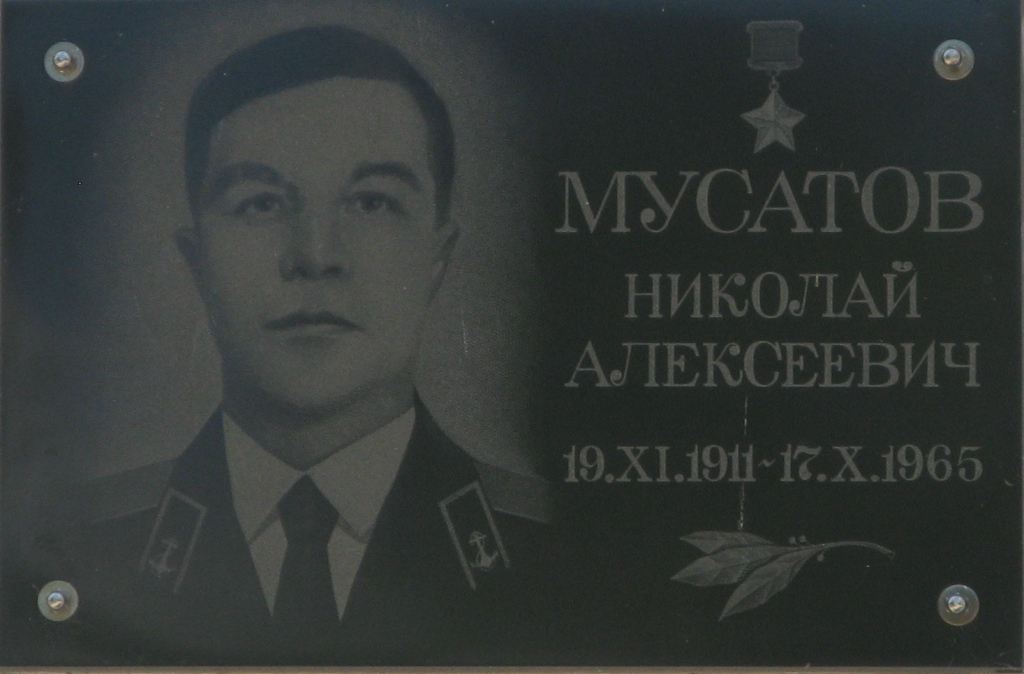
В пгт Мирный, на памятнике авиаторам Краснознамённого Черноморского флота, Николаю Алексеевичу установлена памятная доска.
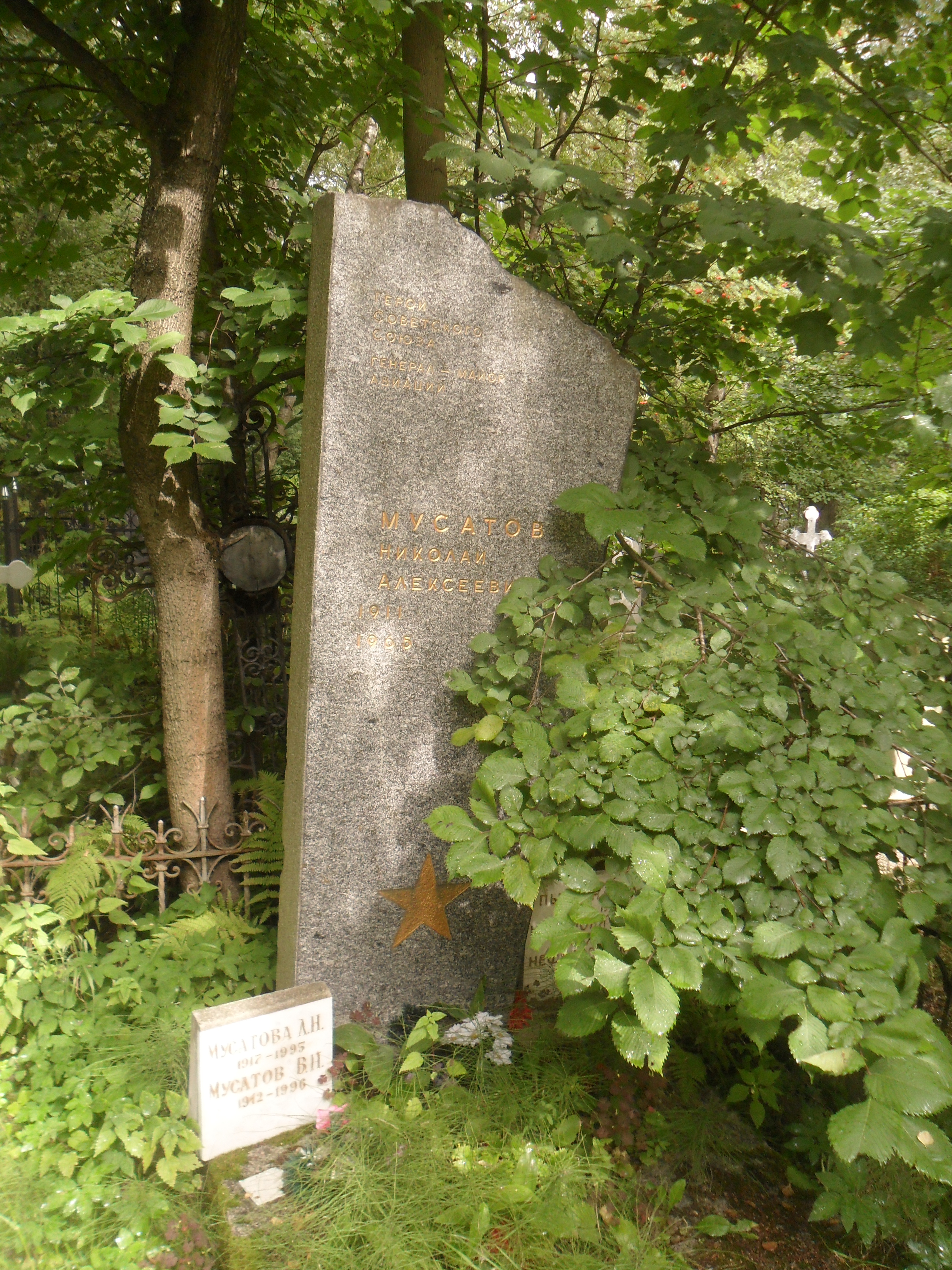
Могила Мусатова на Серафимовском кладбище Санкт-Петербурга

- В пгт Мирный, на памятнике авиаторам Краснознамённого Черноморского флота, Николаю Алексеевичу установлена памятная доска.
- Могила Мусатова на Серафимовском кладбище Санкт-Петербурга